# Nightwatch (cómic)
Nightwatch, también conocido como Nighteater, es un personaje ficticio que aparece en los cómics estadounidenses publicados por Marvel Comics. Existe en el universo compartido principal de Marvel, conocido como el Universo Marvel. Su creación, apariencia y habilidades se inspiraron en el éxito del personaje Spawn.

## Historial de publicaciones
El alter ego de Nightwatch, el Dr. Kevin Barry Trench, apareció por primera vez en 1993, en Web of Spider-Man #97. Trench asumió la identidad de Nightwatch dos números después, en Web of Spider-Man #99.
La mayoría de sus apariciones se produjeron en la década de 1990 en varios títulos protagonizados por Spider-Man y en su propia serie homónima, de corta duración. Uno de sus papeles más destacados fue en el crossover Maximum Carnage, una miniserie de catorce episodios que se emitió en los títulos de Spider-Man en 1993. El personaje regresó en una historia de 2014-2015 en She-Hulk, donde se reveló retroactivamente que originalmente era un supervillano conocido como Nighteater.

## Biografía ficticia

### Apariciones originales
El doctor Kevin Trench, al presenciar a un hombre disfrazado que aparentemente moría luchando contra unos terroristas armados con dispositivos de "camuflaje" que generaban invisibilidad, desenmascaró después el cuerpo y descubrió que se trataba de una versión más antigua de él mismo.
Enloquecido, Trench se quitó el disfraz y huyó a una isla desierta, pensando que si no se lo ponía o volvía a casa, no moriría.Los acontecimientos conspiraron para traerlo de vuelta, ya que el criminal Alfredo robó uno de los guantes del disfraz tras aparecer en la isla y ser curado por Trench.Tras acabar con Alfredo, Trench decidió que no podía evitar su destino y decidió investigar el origen del disfraz.
Como el superhéroe Nightwatch, Trench luchó contra amenazas como la banda  "Maximum Carnage", que sembraba el caos en Nueva York y masacraba a decenas de civiles inocentes. El contaba con muchos aliados en la lucha, incluyendo, entre otros, al Capitán América, la Gata Negra, Deathlok y Estrella de Fuego.El también luchó contra el mutante Deathgrin. Al graduarse en su propio cómic, Nightwatch se topó con villanos "encapuchados" similares, y se sorprendió cuando su tecnología se fusionó y mejoró su traje.Entre batallas contra amenazas como Flashpoint, Cardiaco (cuya tecnología había sido robada para crear al aún más despiadado Cardiaxe) y Venom, Nightwatch descubrió que una exnovia trabajaba para la sospechosa Morelle Pharmaceuticals en un proyecto de nanotecnología.
Finalmente, se demostró que el jefe del proyecto Phillip Morelle estaba llevando a cabo experimentos nanotecnológicos de forma imprudente para fabricar una piel de reemplazo para su hijo moribundo Justin. Nightwatch se abrió paso hasta la estación espacial de Phillip Morelle para enfrentarse a él, pero no antes de que Phillip enviara a dos asesinos al pasado para matar a Nightwatch usando su nanotecnología para abrir un portal temporal. Para sorpresa tanto de Nightwatch como de Phillips, esa misma tecnología temporal permite que una versión futura de Justin Morelle viaje al presente. El Justin del futuro, armado con una versión más avanzada del propio traje de Nightwatch, mata a su padre y revela que la nanotecnología que su padre estaba desarrollando produjo una matriz energética peligrosamente inestable que en su línea temporal devastó Norteamérica matando a miles de millones. Justin mejoró la armadura de Nightwatch a su evolución final y ambos trabajaron juntos para destruir la estación espacial antes de que ocurriera el desastre.En el epílogo actual, Justin Morelle, hijo de la ex de Phillip y Trench, recibió la piel nanotecnológica del proyecto tal como su padre había soñado. Al ver a su ex feliz con su hijo curado, Nightwatch aparentemente decidió viajar al pasado y completar el bucle temporal con la ayuda de Cardiaco, asegurando su propia muerte, pero también asegurando que la línea temporal del cataclismo nunca se materializara, asegurando así que este final feliz fuera la verdadera línea temporal. La serie aparentemente termina con el viaje de Kevin al pasado, mientras que el destino del Justin del futuro permanece incierto.Tiempo después, aún en el presente, Nightwatch recibe un disparo en el pecho de El Toro Negro,y usa el último poder de su traje para retroceder en el tiempo y advertir a su yo del pasado. En el pasado, él se distrae con una pelea con terroristas y aparentemente muere antes de poder advertirse a sí mismo.

### She-HulkVol. 3
El personaje reaparece en la temporada 2014-2015 de She-Hulk. En la historia, Kevin Trench reaparece vestido de civil en el recién establecido bufete de abogados de Jennifer Walters, alias She-Hulk, en relación con un caso legal conocido como "el expediente azul", que involucra a varios superhumanos disfrazados, incluyendo a Walters y Trench, y que una agencia desconocida parece decidida a mantener sin resolver. Se revela que Trench sobrevivió a su "muerte" original, previamente establecida, que su yo más joven simplemente lo confundió con un muerto y lo despojó de su cuerpo. Trabajando en el pasado, se afirma que anteriormente y actualmente mantiene un perfil extremadamente bajo, usando la nanotecnología de Nightwatch con moderación, mientras mantiene una consulta médica y realiza obras benéficas hasta que regresa cronológicamente al presente, significativamente mayor y rico. El ayuda a Walters a repeler un ataque repentino de criaturas grotescas, poniéndose el casco de Nightwatch y manifestando tentáculos desde la superficie interior de su gabardina. Unos días después, él llama a Walters y le informa que ha difundido la noticia de su incipiente bufete de abogados a otros "tipos de antaño, personas como yo que tomaron lo que pudieron del juego de superhéroes y siguieron adelante", lo que trajo una afluencia de nuevos clientes potenciales a la oficina de Walters.
Sin embargo, más tarde se descubre que el propio Trench está detrás de los intentos de impedir que Walters siga investigando el "expediente azul": documentos legales relacionados con una demanda presentada en un tribunal del condado de Dakota del Norte que nombra a She-Hulk y a un pequeño grupo de héroes y villanos como acusados.La demanda es un misterio para todos los involucrados, ya que ninguno recuerda a la demandante ni haber participado en ningún evento en Dakota del Norte. Además, no existen registros de ningún tipo ni recuerdos de nadie del superhéroe ni de la comunidad local, ni tampoco existe ningún registro del pueblo donde supuestamente tuvo lugar el evento.
Finalmente se revela que, años después de dejar la isla, Trench se convirtió en el supervillano conocido como "Nighteater". Deseando finalmente convertirse en un superhéroe de bajo nivel por razones egoístas — al darse cuenta de que los villanos nunca "ganan" y que los "héroes" tienen garantizado respeto, dinero, poder y una jubilación cómoda y segura — Trench contrató al Doctor Druid, Shocker y Vibro para que lo ayudaran a lanzar un poderoso hechizo que reescribió todos los recuerdos y toda la historia documentada existente, haciéndoles creer que "Nightwatch" había funcionado durante años en la comunidad de superhéroes. El hechizo consumió las vidas de cientos de residentes del pueblo de Dakota del Norte donde se lanzó. Sin embargo, tuvo tanto éxito que, una vez completado, cuatro héroes que habían estado intentando salvar el pueblo — She-Hulk, Tigra, Monica Rambeau y Wyatt Wingfoot — se unieron de inmediato a Nightwatch para llevar a Druid, Shocker y Vibro ante la justicia.
Una única superviviente del pueblo, a quien She-Hulk había llevado fuera de los límites del pueblo y había prometido llevar a Nighteater ante la justicia, seguía al tanto de que Nightwatch había sido previamente Nighteater y de que este había sacrificado las vidas de los habitantes. Tras no lograr convencer a las fuerzas del orden ni a las comunidades de héroes locales de que algo hubiera sucedido, la superviviente presentó una demanda civil contra Trench y los demás héroes y villanos presentes, dejando solo un documento que la asistente legal de She-Hulk pudo localizar. Usó este documento (y sus propios poderes místicos inexplicables) para que She-Hulk y su equipo se enteraran de sus convicciones sobre la falsa historia de Nighteater, y que posteriormente él había ordenado el asesinato de la única superviviente. Nightwatch, también conocido como Nighteater, fue llevado ante la justicia.

## Poderes y habilidades
El traje de Nightwatch aumentó su fuerza y resistencia al activar sus glándulas suprarrenales y se autorreparó nanotecnológicamente. Su capa respondía a sus pensamientos subconscientes para moverse por sí sola y atacar a sus enemigos, además de permitirle planear. Tras ser potenciado con la tecnología Morelle de última generación, la durabilidad del traje aumentó, la capa se volvió más metálica y adquirió algo más cercano al vuelo real, además de mayor velocidad y, finalmente, cuchillas cortantes nanotecnológicas. Estas cualidades se aplicaron posteriormente a su gabardina.

## En otros medios

### Película
- Se afirmó que una película de Nightwatch estaba en desarrollo para el Universo Spider-Man de Sony.[12]En marzo de 2018, Variety informó que Spike Lee estaba en conversaciones para dirigir la película.[13]Lee negó estar vinculado a la película a fines de 2018.[14]Después de los fracasos financieros de Madame Web y Kraven the Hunter, y el bajo rendimiento de Venom: El último baile, se anunció que Sony dejaría de hacer películas derivadas que no presentaran a Spider-Man, probablemente incluyendo esta película.[15][16]